# Čerešňová jaskyňa
Čerešňová jeskyně (slovensky je přírodní památka v katastrálním území obce Uhrovské Podhradie v okrese Bánovce nad Bebravou v Trenčínském kraji na Slovensku. Území bylo vyhlášeno v roce 1994. Jeskyně je volně přístupná návštěvníkům za účelem zotavení a poznávání přírodních a historických hodnot. Ochranné pásmo nebylo stanoveno.